# Hufu

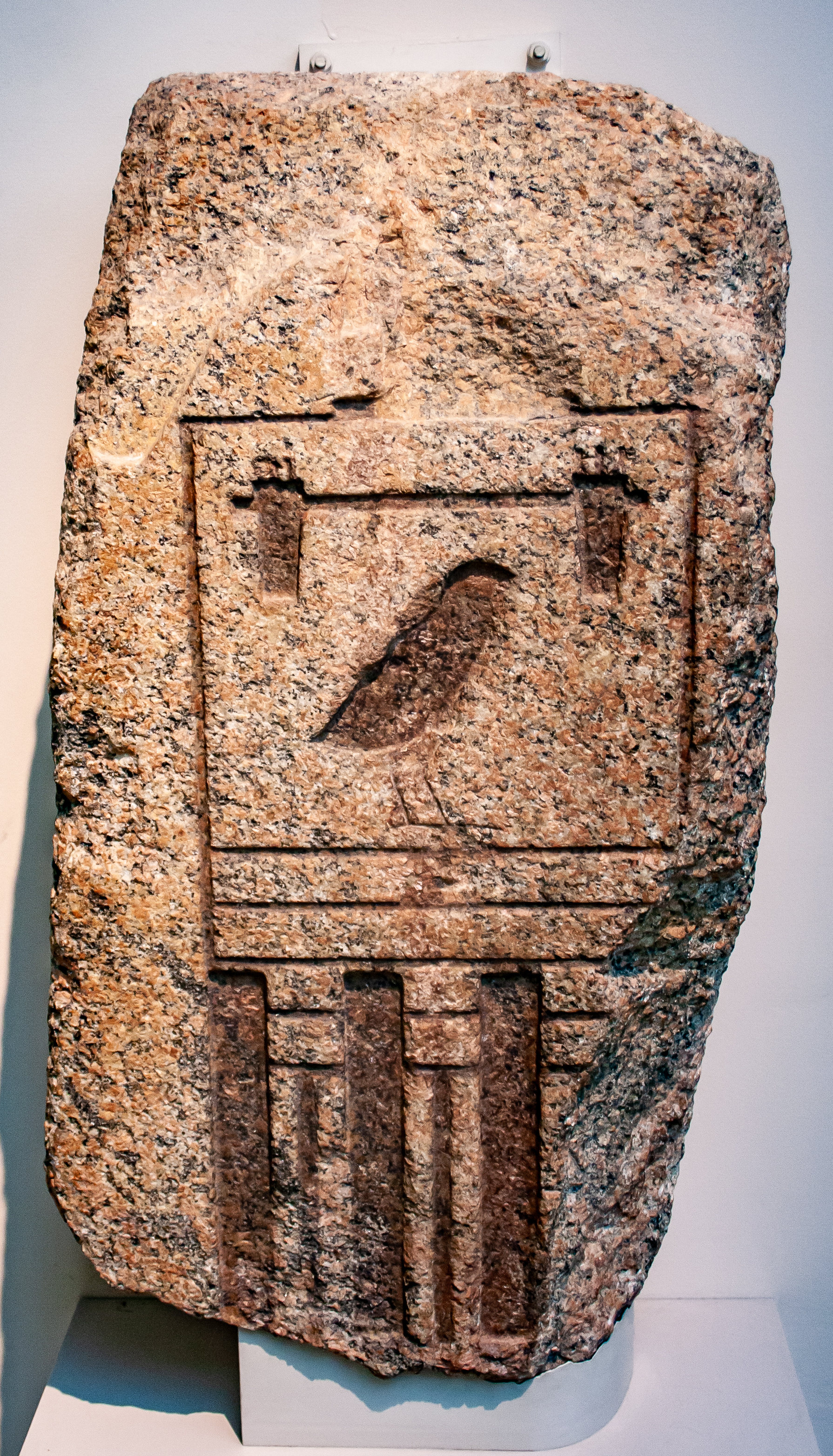
Hufu Hórusz-neve egy gránittömbön a British Museumban

Hufu (ḫwf.w, görögül Kheopsz vagy Szúfisz, Χεοψ, Σουφις), (ur.: kb. i. e. 2589 – i. e. 2566) az egyiptomi óbirodalom IV. dinasztiájának fáraója, a gízai nagy piramis építtetője. Uralkodása I. e. 2590 és 2540 között kezdődött, regnálási ideje 23 év körüli (Hérodotosz, Manethón és a torinói királypapirusz adatai ellentmondóak). A Középbirodalom korának kezdete néhány éves pontossággal i. e. 2010-re tehető.[forrás?] Az ennél korábbi dátumok a VII–XI. dinasztiák bizonytalan kronológiája miatt csak lebegő kronológiába illeszthetők, az abszolút dátumok hozzárendelése a IV. dinasztia korában ötven év bizonytalansággal lehetséges.
Teljes uralkodói neve: Hnum-Hufu(i) Hór Medzsededu.
Híres piramisa i. e. 2580–2530 körül épült, a munkálatok pontos időtartama nem ismert, 5 és 30 év közötti becslések olvashatók.

## Élete és családja

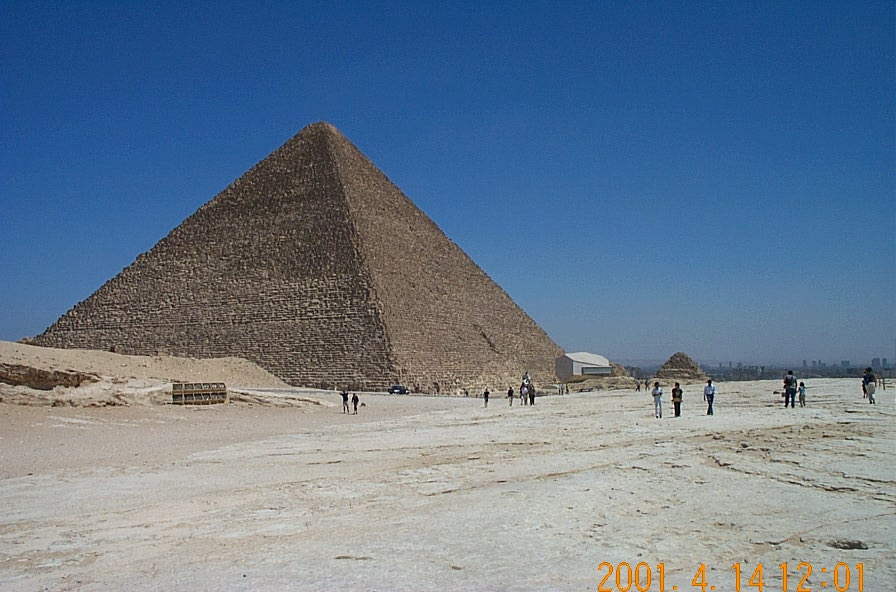
Hufu piramisa

Sznofru fáraó és I. Hotepheresz királyné közös gyermeke, valószínűleg az uralkodó harmadik fia volt. Egyetlen képmása a Hór-nevével ellátott 7,6 cm magas szobrocska, amely Abüdoszból került elő. Apjával ellentétben durva és kegyetlen, ugyanakkor bölcs uralkodóként is számon tartották. A hagyomány őt tartja az első hermetikus könyv szerzőjének. Kilenc fia és tizenöt lánya közül Dzsedefré lett a következő uralkodó, II. Hotepheresz pedig később királynévá vált. Személyéről ókori adat nem sok áll rendelkezésre, még családi kapcsolatait is csak Hotepheresz sírjának feliratos tárgyai tisztázták. Emellett Elephantiné szigetén és a Szinájon találhatók még feliratai.
Hufu a húszas éveiben járhatott, amikor megkoronázták. A torinói királylista feljegyzései 23 éves uralkodást tulajdonítanak neki. Hérodotosz – aki Kheopsznak nevezi – alapján 50, Manethón – aki Szúfisznak nevezi – szerint pedig 65 évig uralkodott.
Az ő nevéhez fűződik a gízai Nagy Piramis építtetése. A korabeli írásos emlékek alapján valószínű, hogy hadjáratokat indított a Sínai-félszigetre, Núbiába és Líbiába.
A Westcar-papirusz (amely jóval Hufu uralkodása után, a Középbirodalomban született) leírja, amint a fáraó szórakoztatására Hafré és Dzsedefré varázslatos történeteket mesél. Az írás alapján Hufu gonosz és zsugori. Arra törekszik, hogy dinasztiája két fia halála után is fennmaradhasson, valamint be akarja biztosítani piramisának befejezését. Hufu kegyetlenségéről népével és saját családjával szemben Hérodotosz is ír. A róla szóló írások azonban legjobb esetben is több száz évvel halála után születtek, ezért sem a Westcar-papirusz, sem Hérodotosz, sem Manethón nem tekinthető elsődleges forrásnak.

## Bel- és külpolitika
A IV. dinasztia a kormányzat hatalmi átrendeződésének időszaka, amely vélhetőleg Hufu apja alatt kezdődött. Kialakult a vezíri poszt (ṯ3tj, ejtsd: tjati), amely nem sokkal később már papi méltósággal is járt. A tjati papi címe (Básztet, Szesemtet, a mendészi kos, a Fehér Bika, Thot kultuszaihoz kapcsolódó tevékenységek), melyet Hufu unokaöccse, Hemiunu (vagy Hemiun) birtokolt, az istenkirályság ideológiai alapjainak bomlasztását kezdte meg. Azonban gazdaságilag ekkor ért be a teokratikus monarchia. A magántulajdon immár teljesen eltűnt, a földek művelői, a közhivatalnokok és főhivatalnokok mindannyian csak használói voltak az országnyi királyi birtoknak. (Hemiunu személye kérdéses. Feltétlenül a királyi család tagja volt, de nem biztos, hogy igaz a feliratos emlékeken előforduló jelzője: A király test szerinti fia. Kákosy László kizárja, hogy Sznofru fia lehetett volna, s éppígy elveti, hogy Hufué. Így nem marad sokkal több választás, mint Hufu öccse, Nefermaat, akinek fia lehetett.)
Hufut bár életében istenként tisztelték, később épp istentelenségéről beszéltek. Különös ellentmondás, főképp ha a mágikus Westcar-papirusz által leírt történetet is figyelembe vesszük. Ebben olyan uralkodóként jelenik meg, akinek legfőbb érdeklődési területe a mágia. Eme igényeit Dzsedi, az öreg varázsló elégíti ki, elkápráztatva őt mutatványaival.
E paradoxon feloldására a későbbi időkbe kell tekinteni, közelebbről az V. dinasztia korába, amikor Ré kultusza vált az uralkodóházban leginkább támogatottá. Mivel Hufu idejében Ré meglehetősen háttérbe szorult - sőt még Ineb-Hedzs (Memphisz) helyi istene, Ptah is -, és inkább Hnum felső-egyiptomi kosistent emlegették (Hnum-hufui = Hnum véd engem), az V. dinasztia idejében - Ré afféle állami istenné válásával párhuzamosan - kezdték Hufu istentelenségét emlegetni. Az ellenérzés végül akkora lett, hogy Hnum kosisten az egyiptomi történelem során soha többet nem tett szert nagyobb jelentőségre, és az uralkodók rendkívül ritkán használták fel nevét saját nevükben. Annál is inkább, mert Hufu földi istensége bizonyos mértékig valamennyi istent háttérbe szorította. Ehhez kapcsolódik még, hogy késői utódja, Uszerkaf is igyekezett saját, orvul szerzett hatalmának valamiféle ideológiai alapot gyártani. Ré egykori főpapjának kitűnő alkalmat jelentett Hufu Rétől való teljes elszakadása, illetve elfordulása. (Aki később pontosan ezért tette át újra Szakkarába a temetkezési helyet is, éppen Dzsószer sírja mellé, aki annak idején sokat tett a Ré-kultusz érdekében.)
Hufu katonai tevékenységéről kevés az írásos forrás, vagy közvetlen régészeti anyag, de núbiai jelenléte bizonyítható. A déli hadjáratokat még apja kezdte és a térség pacifikálása jó adag diplomáciai készséget igényelhetett. Tény, hogy Hufu alatt már működött az egyik legfontosabb núbiai kolónia, Buhen. A buheni rézolvasztó mintegy kétszáz esztendőn át folyamatosan üzemelt. Emellett a Hamet-Hufu nevű helység dioritbányái is azt mutatják, hogy a kapcsolatok alapjában véve békésnek mondhatók maradtak. A IV. dinasztia sorra következő uralkodói egymás után küldték el kereskedelmi expedícióikat, melyeket legtöbbször Abu hercegei vezettek. Abu kormányzói a Dél kapujának őre sokatmondó címet viselték. Hasonlóképp a nyugati sivatag (deseret) népeihez való viszonya sem ismert, bár apja hadakozott velük. Északon a Sínai-félsziget Wadi-Maghara nevű települése közelében rövid felirat található a beduinok leveréséről.
A IV. dinasztia belpolitikai eseményei - már amennyire egyáltalán az megítélhető - valamiféle hanyatlást mutatnak mind az államapparátust, mind a belső stabilitást tekintve. A korszak uralkodói szemmel láthatóan egyre kevesebb befolyással bírtak az ország ügyeire, a kormányzat feladatai egyre inkább az uralkodócsalád egyéb tagjainak kezében összpontosultak. Hufut fia, Kawab, Merititesz fia követte volna normális esetben. Ám a trónörökös még Hufu életében meghalt. Hufu halála után egy másik fia a sok közül, Dzsedefré ült trónra. Dzsedefré állama semmivel sem volt rosszabb helyzetben, mint apjáé. Szemléletesen mutatja ezt, hogy a mai Abu-Rawash (Abu Roás) közelében az apjáéhoz hasonló nagyságrendű síremléket kezdett el építeni, 104,5x104,5 méteres oldalhosszúságú alapon (ez nagyobb, mint amire Hufu kezdetben vállalkozott). Azonban Dzsedefré mintegy nyolcévnyi uralkodás után meghalt, és sírja sosem készült el. Utódja Hufu következő fia, Dzsedefré öccse, Hafré lett. Azt ma már lehetetlen megállapítani, hogy az őt követő új uralkodó keze benne volt-e bátyja elhunytában. Nem elképzelhetetlen ez sem, főképp a dinasztia további sorsának ismeretében. Ez a Hufu halálát követő - kissé kaotikus - állapot azonban egyértelműen jelzi a belső kormányzati válságot, és előrejelzi az V. dinasztia új államapparátusát, amelyben az uralkodócsalád már megosztotta hatalmát a fővárosi arisztokráciával.
Dzsószer óta az uralkodó maga az élő isten. Hufu az utolsó valódi istenkirály, fia Dzsedefré már csak a titulatúrájába vette fel a Nap Fia (szá Ré) címet, vagyis ő már csak az istenség fia. A cím a fáraókor további két évezredére véglegesült. Felmerül az erőszakos trónváltások lehetősége, amely miatt az uralkodó isteni címe már megkérdőjeleződött és Dzsedefrének csak az istenkirályok rokonsága maradt legitimációként.

## Építészet
A Westcar-papirusz szerint Hufu maga is részt vett piramisa tervezésében, ami némileg megerősíti a tudományos tevékenységéről szóló hérodotoszi adatot.
Hufu tovább fejlesztette a királyi halottkultusz elemeit. Sznofru déli piramisánál még nincsen halotti templom, helyén egy fallal körülvett áldozóhelység állt, ahol lelkének áldozatokat mutattak be meghatározott időnként. Az északi piramis környéke még olyan feltáratlan, hogy semmit sem lehet tudni áldozóhelyről, kápolnáról, vagy templomról. Hufu az áldozóhely helyett lenyűgöző halotti templomot emeltetett, s ezzel kialakította azt a szilárd hagyománnyá váló épületegyüttes-stílust, illetve rendszert, mely a völgytemplom-feljáró-halotti templom komplexuma. Ezek később is mindig a piramistól keletre készültek el, a lehetőségek által megszabott helyen. Hufu völgytemploma ma már nincs meg, helyén egy falu, Kairó egyik elővárosa fekszik, hogy létezett, azt csak a felvezető út bizonyítja. Sznofru déli piramisának völgytemploma ma is megvan: fedett bejárati csarnokból, nyitott udvarból és hat kamrából áll. Hufué hasonló lehetett, talán egy kicsit nagyobb. Utána még 800 esztendeig építettek piramist az uralkodók, s az általa teremtett külsőségek ezután megmerevedő hagyománnyá váltak. A piramisok konstrukciója változott, a sírkamrák mérete, alakja és elhelyezése szintén, a folyosókról és bejáratokról nem is beszélve, de külsőben Hendzserig a khufui példákat követték. Csak néhány új elem jelentkezett, mint például a piramisszövegek és egy új épület, a Naptemplom, mindkettő az V. dinasztia korában.
Egyes egyiptológusok szerint Hufu óvatos típus volt. Az építkezés közben mindig készen állt egy sírkamra, mely befogadhatta volna testét korai halála esetén. Az első kamra a sziklás altalajba vágott üreg, ezzel kezdték az egész munkát, azaz a nyitott gödör módszere tovább élt, az építkezés a III. dinasztia hagyományai szerint kezdődött. A piramist elképzelhető, hogy eredetileg kisebbre tervezték, a tervezett méretet mutathatja, hogy az első sírkamrához vezető folyosó hol éri el a talajszintet. E folyosó innen még folytatódik a felépítményben is. Kicsit feljebb is kihagytak egy sírkamrának megfelelő üreget, mikor ott tartottak, s a hozzá vezető folyosót a régihez kötötték. Ez a folyosó onnan indul, ahol az előző elérte a felszínt, ami közvetett bizonyítéka az építkezés közbeni tervmódosításnak. Ezzel a készülő sírkonstrukció már Huniéhoz hasonlított. Erre mutat az is, hogy az ezen kívül eső sziklás talajt később, és sokkal gondosabban, sőt mélyebben egyengették el. A második kamrát ma a Királyné sírkamrájának nevezik, pedig semmi köze a királyi feleség(ek)hez, sokkal inkább egy második befejezetlen, vésztartalék sírkamra lehet ez. Végül elkészítették az utolsót is, körülbelül a magasság harmadánál - nem pontosan a csúcs alatt -, ahová végül eltemették. A piramis feltörése még ma is gondot okozhatna, ha most kellene megtenni, mert az óriási gránit zárókövek talán csak robbantással lennének eltávolíthatók. A bejáratot pedig kitűnően elrejtették - a római korban már nem értettek annyira a kőépítkezéshez, mint korábban, mégis az ekkor lezárt bejárat úgy eltűnt, hogy az arabok csak falbontással jutottak be. Mindezek ellenére a Kheopsz-piramist minden bizonnyal még az Óbirodalom hanyatlásának idején (alig egy évszázad múltán) annak rendje és módja szerint kirabolták, majd a szaiszi kor után újra, és végül az arabok (al-Mamûn) teljesen feltörték és járhatóvá tették.
Van egy arab mondás Egyiptomban, mely szerint mindenki fél az időtől, de az idő fél a piramisoktól. A múlt századig inkább a piramisoknak kellett félniük, hiszen a jól megmunkált kőhalmok kitűnő építőanyagul szolgáltak néhány évezreden keresztül. Az elhagyatott, kevéssé ismert építményeket már az egyiptomi királykorban elhordták újabb épületekhez, de az arab korban sorra kerültek a gizehi nagy piramisok is: Kairó számos mai épülete (mindenekelőtt mecsetek, minaretek és paloták) a legfinomabban csiszolt piramis-burkolatokból készült.

## Titulatúra
A fáraók titulatúrájának magyarázatát és történetét lásd az Ötelemű titulatúra szócikkben.
| G5 |

| G5 |

|       |
| \| \| |
|       |
|       |

|  |

| G5 |

| G5 |

|       |
| \| \| |
|       |
|       |

|  |

| G16 |

| G16 |

| Aa24 · D21 |

| Aa24 · D21 |

| G16 |

| G16 |

| Aa24 · D21 |

| Aa24 · D21 |

| G8 |

| G8 |

| G5 · G5 · S12 |

| G5 · G5 · S12 |

| G8 |

| G8 |

| G5 · G5 · S12 |

| G5 · G5 · S12 |

| G39 | N5 | \| \| |
|     |    |       |

|  |

| G39 | N5 | \| \| |
|     |    |       |

|  |

| Aa1 | G43 | I9 | G43 |

| Aa1 | G43 | I9 | G43 |

| Aa1 | G43 | I9 | G43 |

| Aa1 | G43 | I9 | G43 |

| Aa1 | G43 | I9 | G43 |

| Aa1 | G43 | I9 | G43 |

| Aa1 | G43 | I9 | G43 |

| Aa1 | G43 | I9 | G43 |

| G39 | N5 | \| \| |
|     |    |       |

|  |

| G39 | N5 | \| \| |
|     |    |       |

|  |

| Aa1 | G43 | I9 | G43 |

| Aa1 | G43 | I9 | G43 |

| Aa1 | G43 | I9 | G43 |

| Aa1 | G43 | I9 | G43 |

| Aa1 | G43 | I9 | G43 |

| Aa1 | G43 | I9 | G43 |

| Aa1 | G43 | I9 | G43 |

| Aa1 | G43 | I9 | G43 |

## Külső hivatkozások
- Westcar-papirusz magyarul

| Előző uralkodó: Sznofru | Egyiptom uralkodója i. e. 26. század IV. dinasztia | Következő uralkodó: Dzsedefré |